# Cixius rufa
Cixius rufa är en insektsart som beskrevs av Logvinenko 1969. Cixius rufa ingår i släktet Cixius och familjen kilstritar. Inga underarter finns listade i Catalogue of Life.